# チウ・マンチェク
チウ・マンチェク（ツァオ・ウェンズオ、ウィン・ツァオ、ヴィンセント・チャオ、趙文卓、Vincent Zhao Wenzhuo、Chiu Man-Cheuk、1972年4月10日 - ）は、中国出身の俳優。

## 経歴
本名は趙卓。8歳から武術を始め、2度、中国武術大会・剣術部門で優勝。18歳で北京体育大学に入学し、在学中に映画監督のユン・ケイにスカウトされ、1992年『格闘飛龍 方世玉』の悪役・ガウムン提督で映画デビューした。同作でジェット・リーと共演している。ジェット・リーが一時降板した「ワンス・アポン・ア・タイム・イン・チャイナ」シリーズでは、4作目と5作目に出演している。ジェット・リーと同じく優れた武術家だったことが代役の決め手となった。

## 主な出演作品

### 映画
- 格闘飛龍 方世玉（1992年）【香】
- 青蛇転生（1993年）【香】
- ワンス・アポン・ア・タイム・イン・チャイナ4 天地覇王（1994年）【香】
- ワンス・アポン・ア・タイム・イン・チャイナ5 天地撃壌（1994年）【香】
- ブレード/刀（1995年）【香】
- 金玉満堂/決戦!炎の料理人（1995年）【中・香】
- 麻雀飛龍（1997年）
- スティル・ブラック（1998年）【香】
- 原始武器（1999年）
- 生死拳速（2000年）
- 国姓爺合戦（2001年）【中・日】
- ブルー・エンカウンター（2002年）【香】
- 黒獄威龍（2004年）
- 天煞孤星（2004年）
- 酔拳 レジェンド・オブ・カンフー（2010年）【香】
- 運命の子（2010年）【中】
- レジェンド・オブ・トレジャー 大武当 失われた七つの秘宝（2012年）【香】
- 白髪妖魔伝（2014年）【中】
- 戦神 ゴッド・オブ・ウォー（2017年）【中・香】
- ワンス・アポン・ア・タイム・イン・チャイナ 南北英雄（2018年）
- カンフーリーグ（2018年）
- ワンス・アポン・ア・タイム・イン・チャイナ 英雄復活（2018年）
- カウンターアタック 反撃（2020年）兼監督

### TVドラマ
原題、（邦題)、製作年の順に記載。
- ワンス・アポン・ア・タイム・イン・チャイナ/八大天王（1996年）
- ワンス・アポン・ア・タイム・イン・チャイナ/少林故事（1996年）
- ワンス・アポン・ア・タイム・イン・チャイナ/無頭将軍（1996年）
- ワンス・アポン・ア・タイム・イン・チャイナ/辛亥革命（1996年）
- ワンス・アポン・ア・タイム・イン・チャイナ/理想年代（1996年）
- 中華大丈夫（1998年）
- 花木蘭（1998年）
- 新方世玉（1999年）
- 青河絶戀（2000年）
- 新一剪梅（英語版）（2001年）
- 中華英雄伝（2001年）
- 風雲（2002年）
- 大酔侠（2002年）
- スピリット・オブ・ドラゴン 〜精武英雄 陳真〜（2002年）
- レジェンド・オブ・フラッシュ・ファイター 書剣恩仇録（2002年）
- 武媚娘傳奇（至尊紅顔）（2003年）
- 神醫侠侶（2003年）
- 風雲2（2004年）
- 御前四寶 第一部（2004年）
- 御前四寶 第二部（2004年）
- 雪域迷城（2005年）
- 淺藍深藍（2005年）
- セブンソード 〜七剣下天山〜（2005年）
- 七侠五義（2011年）